# Licaria campechiana
Licaria campechiana är en lagerväxtart som först beskrevs av Standley, och fick sitt nu gällande namn av André Joseph Guillaume Henri Kostermans. Licaria campechiana ingår i släktet Licaria och familjen lagerväxter. Inga underarter finns listade i Catalogue of Life.